# NGC 3843
NGC 3843 (również PGC 36471 lub UGC 6699) – galaktyka spiralna (S0-a), znajdująca się w gwiazdozbiorze Panny. Odkrył ją Edward Singleton Holden 27 kwietnia 1881 roku. Jest to galaktyka z aktywnym jądrem typu LINER.